# Brug 561
Brug 561 in een bouwkundig kunstwerk in het Amsterdamse Bos. Het Amsterdamse Bos maakt deel uit van de gemeente Amstelveen, maar wordt beheerd door de gemeente Amsterdam.
Bij de aanleg van het Amsterdamse Bos werd aan architect Piet Kramer van de Dienst der Publieke Werken gevraagd bruggen te ontwerpen. Hij kwam rond 1940 met het ontwerp voor deze brug voor voetgangers en ruiters te paard. De brug heeft een zuster in brug 555 (gelijke indeling) en een halfzus in brug 564. Deze houten brug 561 met stalen liggers is circa 17 meter lang en wordt gedragen door de betonnen landhoofden en twee series brugpijlers met jukken. De uiteinden daarvan kennen inkepingen. Vanwege de scheiding tussen voetpad enerzijds en ruiter- en fietspad anderzijds in een opstaande middenscheiding aangebracht, die wordt geaccentueerd door een staander aan het begin en eind. In het oeuvre van Kramer alhier valt verder de kleurstelling op: rood (leuningen), grijs (schorten) en wit (algeheel uiterlijk). De brug heeft een lichte welving, de bovenste leuningen en leuning op de middenbalustrade lopen iets verder door dan de middenleuning. De borstwering waaiert enigszins uit. Daar waar brug 555 een eindbaluster heeft om de middenscheiding, wordt deze hier afgesloten met een verlengde leuning.
In 1999 werden alle bruggen in het Amsterdamse Bos door MTD Landschapsarchitecten in opdracht van de gemeente onderzocht op hun cultureel belang. Geconstateerd werd dat de brug een identiteitsdrager was binnen de bosbruggen en een van de houten bruggen van Kramer, zij meldden de kleurstelling rood en wit.
De gemeente Amstelveen deed ook onderzoek om te kijken of de brug, net als meerdere bruggen in het bos, beschermd moest worden door de status gemeentelijk monument. Het onderzoek vertaalde de ligging van de brug naar de vorm van de brug. Brug 555 ligt namelijk in een rechthoekig ingericht deel van het bos. De drie bruggen vormen daarin een speelser element. Zij meldden ook de kleurstelling rood en wit, maar meldden extra dat die rode schorten alleen te vinden zijn bij de noordelijke leuningen en de middenbalustrade. Verder is er een uitwaaiering aangebracht op de betonnen landhoofden. Opvallend is het verschil in de eindbalusters; die van de buitenleuningen heeft houtbewerking; die van de middenreeks een bolvormig kapje. De gemeente constateerde dat brug is grover is uitgevoerd dan het oorspronkelijke ontwerp van Kramer.

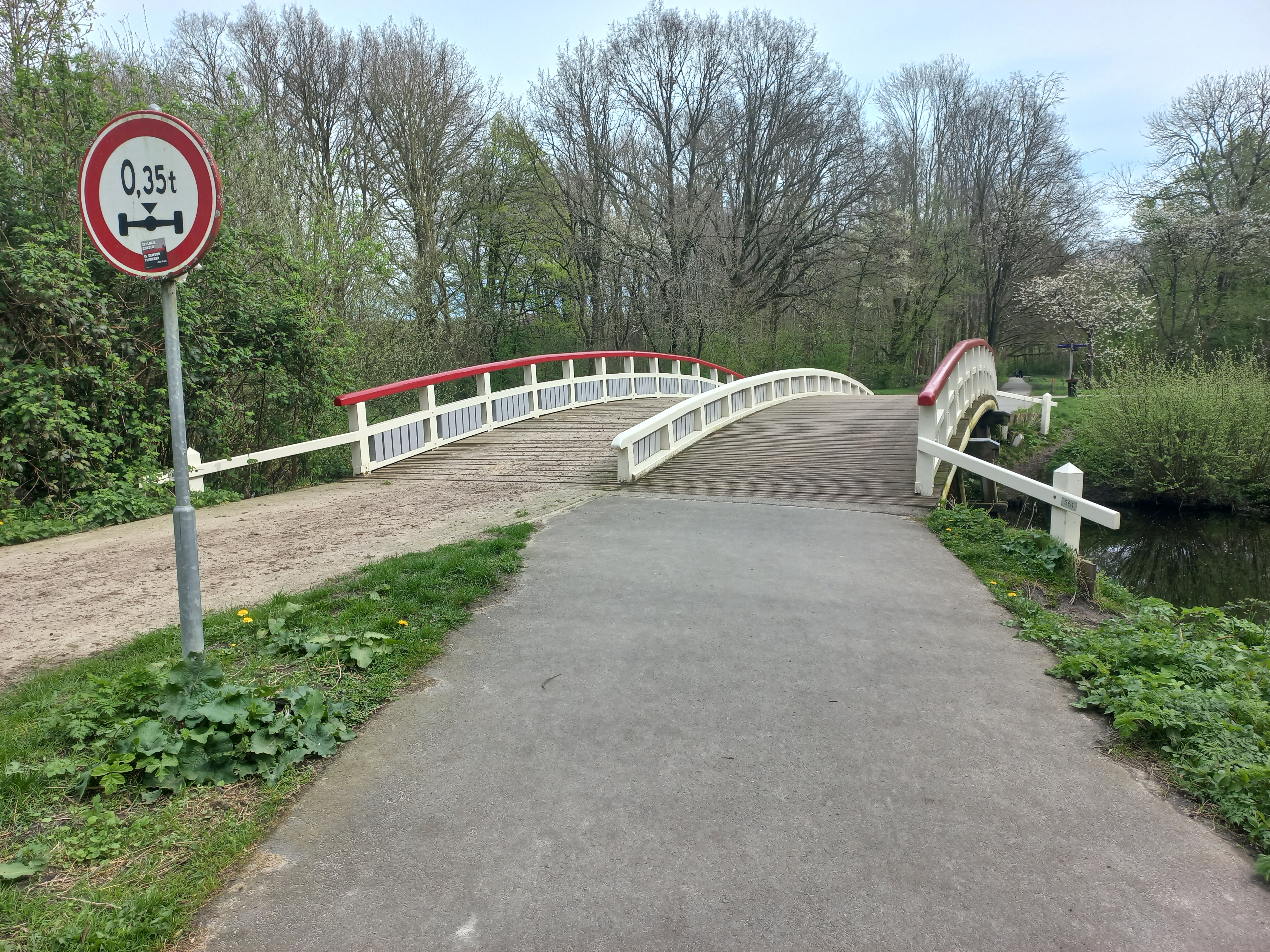
De eenvoudige borstweringen leiden je naar de brug (inverse uitwaaiering) (april 2024)

<<< · 500 · 501 ·  503 · 504 · 505 · 506 · 507 · 508 · 509 · 510 · 511 · 512 · 513 · 514 · 515 · 516 · 517 · 518 · 519 · 520 · 521 · 522 · 523 · 525 · 526 · 527 · 528 · 530 · 531 · 532 · 533 · 534 · 535 · 536 · 537 · 538 · 539 · 540 · 541 · 542 · 543 · 544 · 545 · 546 · 547 · 548 · 549 · 550 · 551 · 552 · 553 · 554 · 555 · 556 · 557 · 558 · 559 · 560 · 561 · 562 · 563 · 564 · 565 · 566 · 567 · 569 · 571 · 572 · 573 · 575 · 577 · 578 · 580 · 581 · 582 · 583 · 584 · 586 · 587 · 589 · 590 · 591 · 592 · 593 · 594 · >>>
Brugnummers 502, 524, 529, 568, 570, 574, 576, 579, 585, 588, 595, 596, 597, 598, 599 zijn niet (meer) vergeven.